# Духовская, Варвара Фёдоровна
Варва́ра Фёдоровна Духовска́я, урождённая княжна Голицына (1854—1931) — великосветская дама, автор нескольких книг мемуаров.

## Биография
Родилась в семье князя Фёдора Григорьевича Голицына (1819—1887), автора нескольких романсов, и его второй жены Евдокии Ивановны Зарудной (1832—1920). Выросла в харьковском поместье Должик. С апреля 1876 года жена генерал-майора С. М. Духовского (1838—1901), состоявшего в распоряжении главнокомандующего Кавказской армией, впоследствии приамурского (1893—1898) и туркестанского (1898—1900) генерал-губернатора.
В. Ф. Духовская была участницей двух кругосветных путешествий. Во время русско-турецкой войны (1877—1878) находилась в Закавказье и была непосредственной свидетельницей происходящих событий. Также была свидетельницей убийства Александра II. Впоследствии впечатления об этих и других событиях, а также свои впечатления о своей жизни в Ташкенте, в Туркестане, когда её муж был генерал-губернатором, она описала в своих мемуарах.
Своеобразие мемуаров, написанных В. Ф. Духовской, состоит в том, что многие описываемые ею события показываются с точки зрения представительницы высших великосветских кругов.